# 1957 en santé et médecine
| Années de la santé et de la médecine : 1954 - 1955 - 1956 - 1957 - 1958 - 1959 - 1960    |
| Décennies de la santé et de la médecine : 1920 - 1930 - 1940 - 1950 - 1960 - 1970 - 1980 |

Cet article présente les faits marquants de l'année 1957 en santé et médecine.

## Évènements
- 14 janvier : mort à Hollywood d'Humphrey Bogart des suites d'un carcinome œsophagien[1].
- 28 octobre : mort à New York d'Ernst Gräfenberg, à qui ses travaux — notamment l'invention d'un dispositif intra-utérin et l'étude de la zone érogène ultérieurement baptisée « point G » en son honneur — ont valu une notoriété en grande partie posthume.
- Le vaccin oral contre la poliomyélite d'Albert Sabin est testé à partir de 1957 sous l'égide de l'Organisation mondiale de la santé (OMS)[2].

## Décès
- 27 mars : Warren Snyder (né en 1903), médecin et rameur olympique canadien.
- Novembre : Helen Boyle (en) (née en 1869), médecin et psychologue irlandaise.
- 3 novembre : Wilhelm Reich (né en 1897), psychiatre, psychanalyste et critique de la société autrichienne, mort en prison aux États-Unis.

Date non précisée
- Georges Brohée (né en 1887), chirurgien et radiologue belge.